# 3-Stunden-Rennen von Inje 2014

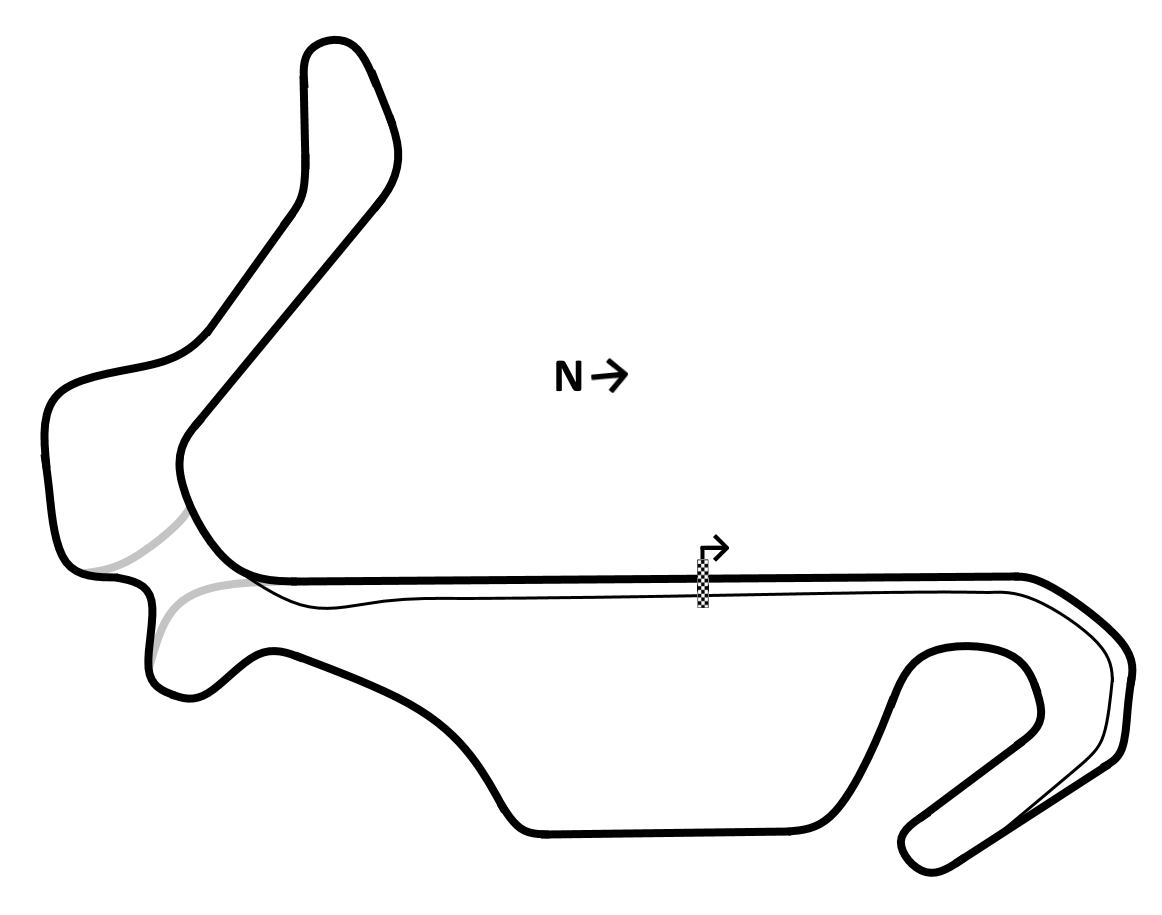
Streckenlayout

Das 3-Stunden-Rennen von Inje 2014, auch 3 Hours of Inje, Inje Speedium, South Korea, fand am 20. Juli 2014 auf dem Inje Speedium statt und war der erste Wertungslauf der Asian Le Mans Series dieses Jahres.

## Rennen
Zum zweiten Mal in Folge wurde der Auftakt der Asian Le Mans Series auf dem Inje Speedium ausgetragen.
Direkt zum Rennstart kam es zum Angriff auf den Morgan-Judd von David Cheng seitens Richard Bradley. Dennoch hielt sich der Wagen in der Führung und konnte diese auch bis zum Unfall seitens des anderen LMP2-Wagen verteidigen. In der GT-Klasse war der Mercedes-Benz SLS AMG GT3 von Team AAI den Konkurrenten weit überlegen und konnte sich mit sechs Runden Vorsprung den Sieg sichern.
Die beiden CN-Wagen von ATL Wolf Asia waren zwar gemeldet, starteten jedoch nicht.

## Ergebnisse

### Schlussklassement
| Pos.            | Klasse | Nr. | Team                  | Fahrer                                        | Fahrzeug               | Runden |
| --------------- | ------ | --- | --------------------- | --------------------------------------------- | ---------------------- | ------ |
| 1               | LMP2   | 1   | OAK Racing Team Total | David Cheng Ho-Pin Tung                       | Oreca 03               | 121    |
| 2               | GT     | 92  | Team AAI              | Han-Chen Chen Marco Seefried Ryohei Sakaguchi | BMW Z4                 | 111    |
| 3               | GT     | 90  | Team AAI              | Takamitsu Matsui Takeshi Tsuchiya Yu Lam      | Mercedes SLS AMG GT3   | 111    |
| 4               | GT     | 91  | Team AAI              | Tatsuya Tanigawa Ollie Millroy Jun-San Chen   | BMW Z4                 | 110    |
| 5               | CN     | 77  | Craft-Bamboo Racing   | Kevin Tse Mathias Beche Frank Yu              | Ligier JS53            | 89     |
| Ausgefallen     |        |     |                       |                                               |                        |        |
| 6               | LMP3   | 27  | Eurasia Motorsport    | John Hartshorne Richard Bradley Tacksung Kim  | Oreca 03               | 96     |
| Nicht gestartet |        |     |                       |                                               |                        |        |
| 7               | GT     | 7   | Python                | Zou Si Rui Xu Wei                             | Ferrari 458 Italia GT3 | 1      |
| 8               | CN     | 45  | ATL Wolf Asia         | Dominic Ang Gilbert Ang                       | Wolf GB08              | 2      |

1 nicht gestartet
2 nicht gestartet

### Nur in der Meldeliste
Hier finden sich Teams, Fahrer und Fahrzeuge, die ursprünglich für das Rennen gemeldet waren, aber aus den unterschiedlichsten Gründen daran nicht teilnahmen.
| Pos. | Klasse | Nr. | Team          | Fahrer | Chassis   |
| ---- | ------ | --- | ------------- | ------ | --------- |
| 9    | CN     | 2   | ATL Wolf Asia |        | Wolf GB08 |

### Klassensieger
| Klasse | Fahrer        | Fahrer         | Fahrer           | Fahrzeug       | Platzierung im Gesamtklassement |
| ------ | ------------- | -------------- | ---------------- | -------------- | ------------------------------- |
| LMP2   | David Cheng   | Ho-Pin Tung    |                  | Oreca 03R Judd | Gesamtsieg                      |
| GT     | Han-Chen Chen | Marco Seefried | Ryohei Sakaguchi | BMW Z4         | Rang 2                          |
| CN     | Kevin Tse     | Mathias Beche  | Frank Yu         | Ligier JS53    | Rang 6                          |

### Renndaten
- Gemeldet: 9
- Gestartet: 6
- Gewertet: 5
- Rennklassen: 3
- Zuschauer: unbekannt
- Wetter am Renntag: unbekannt
- Streckenlänge: 3908 km
- Fahrzeit des Siegerteams: 3:01:10,789 Stunden
- Gesamtrunden des Siegerteams: 121
- Gesamtdistanz des Siegerteams: 472,868 km
- Siegerschnitt: 156,596 km/h
- Pole Position: David Cheng – Oreca 03 (#1) – 1:23,889
- Schnellste Rennrunde: Oreca 03 (#1) – 1:25,148
- Rennserie: 1. Lauf der Asian Le Mans Series 2014